# Gonzalo Sena
Gonzalo Sena (n.Montevideo, Uruguay; 15 de junio de 1990) es un futbolista uruguayo que juega como mediocampista en el CA Fénix de la Segunda División de Uruguay.

## Clubes
| Club              | País    | Año           |
| ----------------- | ------- | ------------- |
| Liverpool         | Uruguay | 2011 - 2014   |
| Rampla Juniors    | Uruguay | 2015 - 2016   |
| Oriente Petrolero | Bolivia | 2016 - 2017   |
| Torque            | Uruguay | 2017 - 2018   |
| Progreso          | Uruguay | 2019 - 2020   |
| Juventud          | Uruguay | 2021 - 2022   |
| CSyD Cooper       | Uruguay | 2023-2024     |
| CA Fénix          | Uruguay | 2025-presente |

## Palmarés
| Título                                  | Club                 | País    | Año     |
| --------------------------------------- | -------------------- | ------- | ------- |
| Segunda División Profesional de Uruguay | Liverpool            | Uruguay | 2014-15 |
| Segunda División Profesional de Uruguay | Rampla Juniors       | Uruguay | 2015-16 |
| Segunda División Profesional de Uruguay | Club Atlético Torque | Uruguay | 2017    |